# たんごリレー
たんごリレーは、WILLER TRAINS（京都丹後鉄道）が福知山駅 - 宮津駅・網野駅・豊岡駅間を、宮福線・宮津線（宮豊線）経由で運転している特別急行列車である。

## 概要
北近畿タンゴ鉄道（KTR）は開業以来、西日本旅客鉄道（JR西日本）との直通運転により新大阪駅・京都駅発着の特急列車を運行してきたが、2011年（平成23年）3月12日のダイヤ改正により新大阪駅への直通運転は終了することになった。これに伴い、新大阪駅発着で運行されていた特急「タンゴエクスプローラー」・「文殊」のKTR線区間と、「タンゴディスカバリー」のKTR線内完結列車を統合する形で運行を開始したのが特急「たんごリレー」である。
列車名は公募によって決定され、運転している地域を明確するための「たんご」と、京都・大阪方面の特急列車の接続および利便性をアピールする「リレー」を組み合わせたものである。

## 運行概況
2024年（令和6年）3月16日現在、福知山駅 - 網野駅間で下り2本（3・5号）と上り1本（4号）、福知山駅 - 豊岡駅間で1往復（下り1号・上り2号、網野駅 - 豊岡駅間は快速列車）が運行されており、豊岡駅発着列車は網野駅 - 豊岡駅間を快速列車として運行している。
運行開始当初は下り5本・上り6本が設定され、宮津駅・天橋立駅発着列車や宮津線内を普通列車として運行する列車、宮津線西舞鶴方面へ直通する列車の設定もあったが、KTR001形の老朽化や特急料金の不要な快速を増発して沿線住民の利用を促す目的から2013年（平成25年）3月16日のダイヤ改正で減便と一部区間の快速化が行われ、西舞鶴駅 - 宮津駅間の運行はなくなった。
また、網野駅から先の豊岡方面の運行形態は安定せず、2016年（平成28年）3月26日の改正で網野駅以西の運行が消滅、翌年2017年（平成29年）3月4日の改正で快速列車としての運行区間ではあるが再び豊岡駅まで運転されるようになるが、2018年（平成30年）3月17日の改正で再度豊岡駅発着が無くなり、2021年（令和3年）3月13日の改正で三度豊岡発着の列車が復活し、現在に至る。
福知山駅では新大阪駅発着の特急「こうのとり」、京都駅発着の特急「きのさき」と接続している。

### 停車駅
福知山駅 - 大江駅 - 宮津駅 - 天橋立駅 - 与謝野駅 - 京丹後大宮駅 - 峰山駅 - 網野駅  - 夕日ヶ浦木津温泉駅 - 小天橋駅 - 久美浜駅 - 豊岡駅
- 網野駅・豊岡駅発着の列車は宮津駅でスイッチバックを行う。
- 網野駅 - 豊岡駅間は快速列車として運転。

### 使用車両
KTR8000形気動車（愛称「丹後の海」）またはKTR8500形気動車が使用されている。KTR8500形は2024年（令和6年）3月16日のダイヤ改正より、原則として土曜日・日曜日限定で運行している。
過去にはKTR001形気動車（愛称「タンゴエクスプローラー」）も定期的に使用されていたが、現在ではKTR8000形が検査入場等で車両不足となった場合の代走時でのみ使用されていた。

## 沿革
- 2011年（平成23年）3月12日：同日のダイヤ改正で廃止された「タンゴエクスプローラー」「文殊」のKTR線区間、および「タンゴディスカバリー」のKTR線内完結列車を統合する形で下り5本・上り6本で運転を開始[6][7][8][9]。
- 2013年（平成25年）3月16日：3往復に減便。これに合わせてKTR001形での運行を終了し、KTR8000形のみの運行となる[13]。
- 2016年（平成28年）3月26日：豊岡駅発着が無くなる。
- 2017年（平成29年）3月4日：再び豊岡駅まで乗り入れるようになる。
- 2018年（平成30年）3月17日：豊岡駅発着が無くなる。
- 2021年（令和3年）3月13日：再び豊岡駅まで乗り入れるようになる[10]。
- 2023年（令和5年）10月1日：宮津発福知山行き列車1本（2号）を廃止[18]。
- 2024年（令和6年）3月16日：土休日のみ不定期でKTR8500形が運用開始[19][20]。